# Гідравлічне видобування вугілля
Гідравлі́чне видобува́ння вугі́лля (рос. гидравлическая добыча угля, англ. hydraulic coal mining, hydromining; нім. Wasserstralgewinnung, hydraulische Gewinnung) — технологія видобування вугілля з використанням високошвидкісних струменів рідини (вода, вода з домішками).
Для руйнування масиву струменем води використовують гідромонітори і гідрогармати.
Застосування струменів рідини як інструмента руйнування у виконавчих органах очисних і прохідницьких комбайнів (механогідравлічний спосіб) становить особливий інтерес. При цьому спостерігається постійний ріст у розробці техніки й технології руйнування вугілля, гірських порід високошвидкісними струменями безперервної, пульсуючої й імпульсної дії.
Гідравлічний спосіб був вперше застосований у СРСР на вугільній шахті Кизила в 1936—1937 р., а промислове його використання у вугільній промисловості країни почалося практично з 1952 р. У Кузнецькому, Донецькому і Карагандинському басейнах гідравлічним способом за період з 1952 по 1980 рік включно було добуто більше 150 млн. тонн вугілля. У наступні роки в цих басейнах видобування вугілля гідравлічним способом застосовувалося на 9 гідрошахтах й одній гідроділянці на шахті звичайної технології. У цей час гідравлічне видобування вугілля одержало широкий розвиток і застосування й визначилося як самостійний прогресивний технологічний напрямок. Воно відрізняється малоопераційністю технологічного процесу, високою продуктивністю праці, низькою собівартістю, поліпшенням праці й безпеки ведення гірничих робіт в очисних і підготовчих вибоях.
В даний час в Україні немає шахт з гідравлічною технологією виймання вугілля. Останні гідрошахти — «Красноармійська» і «Піонер» були переведені на традиційну технологію наприкінці 90-х років; спочатку частково, потім — повністю.